# Rhodophoneus
Rhodophoneus is een voormalig geslacht van zangvogels uit de familie Malaconotidae.

## Soorten
Het geslacht kende de volgende soort: De soort maakt tegenwoordig deel uit van het geslacht Telophorus.
- Rhodophoneus cruentus (Roze klauwier)